# Примера Дивисион (Чили)

Примера Дивисион дел Футбол Професионал Чилено (на испански: Primera División del Fútbol Profesional Chileno), или просто Примера Дивисион е най-високата дивизия в чилийския професионален футбол. По силата на договора за спонсорство с канадската банка Скотибанк тя е известна и като Кампеонато Насионал Скотибанк (Campeonato Nacional Scotiabank). В организираното от АНФП първенство участват 18 отбора. В историята има общо 16 различни шампиона, като с най-много титли е Коло Коло – 30.

## История
Футболът се появява в Чили в последните години на XIX век. Първоначално този той е най-популярен в пристанищните градове Валпараисо, Кокимбо, Антофагаста, Икике и Талкауано, а с известно закъснение – и в столицата Сантяго. Първата организация, която се заема с организирането на турнири, е Футболната асоциация на Чили (ФАЧ), създадена на 19 юни 1895 г. във Валпараисо. Първоначално в нея членуват шест местни отбора, но по-късно към тях се присъединяват и тимове от Сантяго, както и още от Валпараисо. На 23 май 1906 г. в Сантяго е създадена Футболната асоциация на Сантяго (ФАС), а в началото на 20-те години на XX век и отново в Сантяго – Футболната федерация на Чили (ФФЧ). ФАЧ и ФФЧ започват да се конкурират в работата си както на национално ниво, така и в организирането на националния отбор. В резултат на това ФИФА изважда страната от своите редици през 1925 г. В Чили предприемат бързи мерки и на 24 януари 1926 г. ФАС и ФФЧ се сливат в съвременната Футболна федерация на Чили.
По това време клубните отбор все още са аматьорски и участват в регионални аматьорски първенства. Някои от отборите започват да плащат заплати на играчите си, въпреки че това е в разрез с аматьорския им статут. След спор с ФАС, осем отбора напускат организацията, за да основат своя собствена на 31 май 1933 г. – Професионална футболна лига на Сантяго (ПФЛС). Това са Аудакс Италяно, Бадминтон, Грийн Крос, Коло Коло, Магаянес, Морнинг Стар, Сантяго Насионал и Унион Еспаньола. Два дни по-късно ПФЛС бива призната за легитимна от ФФЧ. На 22 юли 1933 г. се изиграва първият мач от професионалното футболно първенство, в който Аудакс Италиано побеждава Морнинг Стар с 3:1. В края на шампионата след седем изиграни кръга Магаянес и Коло Коло са на върха в класирането с по 12 точки и се налага да изиграят допълнителен мач помежду си, за да определят шампиона. Магаянес надделява с 2:1. Следващата година ФФЧ полага успешни усилия за сливането на ФАС и ПФЛС, като в резултат на преговорите ФАС се разделя на две направления – професионално и аматьорско, а още четири отбора са допуснати до участие в професионалното първенство (Депортиво Алеман, Карлос Уокър, Сантяго и Феровиариос). Освен това е взето решение последните шест отбора в класирането на следващия шампионат да сформират втора дивизия, също с професионален статут. Първият отбор извън столицата Сантяго е Сантяго Уондърърс от Валпараисо (1937 г.), а през 1938 и 1939 г. към първа дивизия се присъединяват два от най-титулуваните отбори в страната – Универсидад де Чили и Универсидад Католика. Евъртън от Виня дел Мар става първият шампион от провинцията, спечелвайки титлата през 1950 г.

## Формат
Футболното първенство на Чили се характеризира с липсата на постоянен формат – както по отношение на системата на провеждане на шампионата, така и по броя на отборите и определянето на изпадащите в по-долна дивизия. През 2002 г. е въведен моделът на мексиканското първенство с два турнира годишно – Апертура и Клаусура, като във всеки от тях отборите са разделени в четири групи от по четири отбора и играят по веднъж срещу всеки отбор в първенството, независимо от групата, като след изиграването на тези мачове първите три отбора от всяка група отиват във фазата на директни елиминации, за да определят шампиона на страната – по един във всеки от двата турнира през годината. От 2009 г., с изключение на 2010 г., когато има само един турнир, груповата фаза е премахната и в Апертура и Клаусура отборите играят по веднъж помежду си, като първите осем в класирането играят финални плейофи. През 2013 г. първенството преминава към европейския календар, като откриващият турнир Апертура вече се провежда в края на календарната година, а закриващия Клаусура – в първите месеци на следващата; освен това от календара отпада плейофната фаза. Преди въвеждането на Апертура и Клаусура най-често шампионатът се състои от два полусезона, в които всеки тим играе общо по два мача срещу останалите. До 1950 г. с цел изиграването на повече мачове почти ежегодно се провежда т.нар. Откриващ шампионат, считан за предшественик на турнира за Купата на Чили, който предхожда официалното първенство и се играе или като първенство или като турнир с директни елиминации. Когато шампионът се определя посредством крайното класиране (а не след плейофи) и първите два или повече отбори имат еднакъв брой точки в края на шампионата, независимо от головата разлика, тези отбори играят допълнителен мач (или мачове), за да излъчат шампион. Същото важи и за отборите в дъното на класирането при определяне на изпадащите. Любопитен факт при изпадането на отборите е, че до края на 1950-те години отборите, участвали в първото първенство през 1933 г., не могат да изпаднат – в тези случаи или няма изпадащ отбор или изпада предпоследният.
Система на провеждане
| Години      | Формат |
| ----------- | --- |
| 1933 – 1934 | по един мач всеки срещу всеки |
| 1935 – 1938 | по два мача всеки срещу всеки |
| 1939        | три фази с по един мач всеки срещу всеки, последният във всяка фаза не участва в следващата, шампион е отборът с най-много точки от всички фази |
| 1940 – 1945 | по два мача всеки срещу всеки |
| 1946        | първа фаза – по два мача всеки срещу всеки, втора фаза – първите шест отбора от първата фаза играят по веднъж помежду си за определяне на шампиона, останалите – по веднъж за определяне на изпадащия отбор; накрая точките от двете фази се събират |
| 1947 – 1950 | по два мача всеки срещу всеки |
| 1951        | първа фаза – по два мача всеки срещу всеки, втора фаза – първите шест отбора от първата фаза играят по веднъж помежду си за определяне на шампиона, останалите – по веднъж за определяне на изпадащия отбор; накрая точките от двете фази се събират |
| 1952        | по три мача всеки срещу всеки |
| 1953        | по два мача всеки срещу всеки |
| 1954 – 1955 | първа фаза – по два мача всеки срещу всеки, втора фаза – първите осем отбора от първата фаза играят по веднъж помежду си за определяне на шампиона, останалите – по веднъж за определяне на изпадащия отбор; накрая точките от двете фази се събират |
| 1956 – 1967 | по два мача всеки срещу всеки |
| 1968        | Отборите са разделени на две групи – 8 от Сантяго в Торнео Метрополитано и 10 от провинцията в Торнео Провинсиал, играят се по два мача всеки срещу всеки. Първите пет от всяка група определят шампиона в Торнео Насионал с по два мача всеки срещу всеки; останалите отбори определят изпадащия в Торнео Промосионал – първо по два мача всеки срещу всеки, след това се разделят на първа и втора четворка (Серия А и Б) и отново играят по два мача всеки срещу всеки |
| 1969 – 1970 | Отборите са разделени на две групи – 8 от Сантяго в Торнео Метрополитано и 10 от провинцията в Торнео Провинсиал, играят се по два мача всеки срещу всеки. Първите пет от всяка група получават бонус точки (от пет до една) за Торнео Насионал. В него участват всички 18 отбора, разделени по девет в две групи Зона А и Зона Б, като играят по два мача помежду си. Първите три отбора (четири през 1970 г.) от всяка група играят финален турнир – по един мач срещу всеки. |
| 1971 – 1983 | по два мача всеки срещу всеки (през 1979 – 1984 и 1990 г. носителят на Купата на Чили печели допълнителни две точки за първенството, а полуфиналистите – по една) |
| 1984        | Отборите са разделени на две групи от по 13 – Зона Север и Зона Юг, във всяка играят по два мача срещу всеки съперник. Първите два отбора от двете групи играят по един мач срещу всеки във финалната група, определяща шампиона. |
| 1985 – 1996 | по два мача всеки срещу всеки |
| 1997        | два отделни турнира Апертура и Клаусура с два отделни шампиона; в турнирите всеки отбор играе по веднъж срещу останалите |
| 1998        | по два мача всеки срещу всеки |
| 1999        | по два мача всеки срещу всеки, първите осем играят по още два мача помежду си за определяне на шампиона, като започват с точките си от редовния сезон, разделени на четири; последните осем играят по два мача помежду си за определяне на изпадащите, като точките от тези мачове се добавят към пълния им актив точки от редовния сезон |
| 2000 – 2001 | по два мача всеки срещу всеки |
| 2002 – 2003 | два отделни турнира Апертура и Клаусура с два отделни шампиона; във всеки от тях отборите са разделени по четири в четири групи и играят по веднъж срещу всеки отбор в първенството, независимо от групата, като след изиграването на тези мачове първите три отбора от всяка група отиват във фазата на директни елиминации с мачове при разменено гостуване, за да определят шампиона на страната |
| 2004        | два отделни турнира Апертура и Клаусура с два отделни шампиона; във всеки от тях отборите са разделени в две групи по четири и две групи по пет и играят по веднъж срещу всеки отбор в първенството, независимо от групата, като след изиграването им първите три отбора от всяка група отиват във фазата на директни елиминации с мачове при разменено гостуване, за да определят шампиона на страната; в случай че отбор на четвърто място в една група има повече точки от завършилия на трето в друга група, тези отбори играят бараж за класиране на плейофите                                                                              |
| 2005 – 2006 | два отделни турнира Апертура и Клаусура с два отделни шампиона; във всеки от тях отборите са разделени в четири групи по пет отбора (през 2006 г. – три с пет тима и една с четири) и всеки от тях играе по веднъж срещу всеки отбор в първенството, независимо от групата, като след изиграването им първите два отбора от всяка група отиват във фазата на директни елиминации с мачове при разменено гостуване, за да определят шампиона на страната; в случай че отбор на трето място в една група има повече точки от завършилия на второ в друга група, тези отбори играят бараж за класиране на плейофите                                 |
| 2007        | два отделни турнира Апертура и Клаусура с два отделни шампиона; в Апертура отборите играят по веднъж срещу всеки и шампион става този с най-много точки; в Клаусура са разделени в три групи по пет отбора и една с четири тима и всеки от тях играе по веднъж срещу всеки отбор в първенството, независимо от групата, като след изиграването им първите два отбора от всяка група отиват във фазата на директни елиминации с мачове при разменено гостуване, за да определят шампиона; в случай че отбор на трето място в една група има повече точки от завършилия на второ в друга група, тези отбори играят бараж за класиране на плейофите |
| 2008        | два отделни турнира Апертура и Клаусура с два отделни шампиона; в Апертура отборите са разделени в четири групи по пет отбора, в Клаусура – три с пет тима и една с четири; всеки от тях играе по веднъж срещу всеки отбор в първенството, независимо от групата, като след изиграването им първите два отбора от всяка група отиват във фазата на директни елиминации с мачове при разменено гостуване, за да определят шампиона на страната; в случай че отбор на трето място в една група има повече точки от завършилия на второ в друга група, тези отбори играят бараж за класиране на плейофите                                           |
| 2009        | два отделни турнира Апертура и Клаусура с два отделни шампиона; във всеки от тях отборите играят по веднъж срещу всички, като след изиграването им първите осем отбора се класират за плейофите с мачове при разменено гостуване, за да определят шампиона на страната |
| 2010        | Заради участието на националния отбор на световното първенство е планирано турнирът Апертура да няма плейофна фаза. След земетресението в страната е взето решение вместо Апертура и Клаусура да се изиграе само един шампионат с по два мача всеки срещу всеки, защото заради разрушенията някои отбори нямат възможност да започнат навреме участието си в Апертура |
| 2011 – 2012 | два отделни турнира Апертура и Клаусура с два отделни шампиона; във всеки от тях отборите играят по веднъж срещу всички, като след изиграването им първите осем отбора се класират за плейофите с мачове при разменено гостуване, за да определят шампиона на страната |
| 2013        | Заради преминаването към цикъл на базата на европейските първенства пролет – есен, вместо Апертура и Клаусура се провежда само един преходен турнир, в който отборите играят по веднъж един срещу друг, без плейофна фаза. |
| 2013/2014-  | два отделни турнира Апертура и Клаусура с два отделни шампиона; във всеки от тях отборите играят по веднъж срещу всички, без плейофна фаза |

Брой отбори
| Години        | Отбори |
| ------------- | ------ |
| 1933          | 8      |
| 1934          | 12     |
| 1935 – 1936   | 6      |
| 1937 – 1938   | 7      |
| 1939 – 1943   | 10     |
| 1944 – 1945   | 12     |
| 1946 – 1948   | 13     |
| 1949 – 1952   | 12     |
| 1953 – 1961   | 14     |
| 1962 – 1980   | 18     |
| 1981 – 1982   | 16     |
| 1983          | 22     |
| 1984          | 26     |
| 1985          | 20     |
| 1986          | 18     |
| 1987 – 2003   | 16     |
| 2004          | 18     |
| 2005          | 20     |
| 2006          | 19     |
| 2007          | 21     |
| 2008          | 20     |
| 2009 – 2015 К | 18     |
| 2015 А -      | 16     |

Изпадане
| Години      | Изпадащи |
| ----------- | --- |
| 1933        | няма |
| 1934        | последните шест в класирането |
| 1935 – 1938 | няма |
| 1939        | последният отбор в първата и втората фаза |
| 1940 – 1945 | няма |
| 1946        | последният от групата за изпадане |
| 1947        | няма |
| 1948        | последният в общото класиране от последните три сезона |
| 1949        | последният в класирането |
| 1950        | няма |
| 1951        | последният от групата за изпадане |
| 1952 – 1953 | няма |
| 1954 – 1955 | последният от групата за изпадане |
| 1956 – 1957 | последният в класирането |
| 1958        | последният в общото класиране от последните три сезона |
| 1959        | последният в класирането |
| 1960        | последният в общото класиране от последните три сезона |
| 1961        | няма |
| 1962 – 1967 | последният в класирането |
| 1968        | последният в Серия Б |
| 1969 – 1970 | бараж при разменено гостуване между последните отбори в Зона А и Зона Б |
| 1971 – 1973 | последният в класирането |
| 1974 – 1975 | последните два в класирането |
| 1976 – 1979 | последните два в класирането директно, двата отбора над тях играят турнир срещу третия и четвъртия в Сегунда Дивисион |
| 1980 – 1981 | последните четири в класирането директно, двата отбора над тях играят турнир срещу третия и четвъртия в Сегунда Дивисион |
| 1982        | последните два в класирането директно, двата отбора над тях играят турнир срещу третия и четвъртия в Сегунда Дивисион |
| 1983        | няма |
| 1984        | последните четири отбора от Зона Север и Зона Юг |
| 1985        | последните два отбора в класирането |
| 1986        | последните три отбора в класирането |
| 1987 – 1989 | последните два отбора в класирането директно, този над тях играе турнир срещу третия и четвъртия в Сегунда Дивисион |
| 1990 – 1996 | последните два в класирането директно, двата отбора над тях играят турнир срещу третия и четвъртия в Сегунда Дивисион (от 1996 г. – Примера Б) |
| 1997        | последните два отбора в общото класиране след сбор на точките от Апертура и Клаусура |
| 1998        | последните два в класирането директно, двата отбора над тях играят турнир срещу третия и четвъртия в Примера Б |
| 1999        | последните два във втората осмица |
| 2000 – 2001 | последните два в класирането |
| 2002        | последните два отбора в общото класиране след сбор на точките от Апертура и Клаусура, без да се зачитат плейофните мачове; финалистите в двата турнира са защитени от изпадане |
| 2003 – 2004 | няма |
| 2005        | последните два в общото класиране от последните три сезона директно, двата отбора над тях играят бараж срещу третия и четвъртия в Примера Б |
| 2006        | последният в общото класиране след сбор на точките от Апертура и Клаусура, без да се зачитат плейофните мачове, директно, двата отбора над него играят бараж срещу третия и четвъртия в Примера Б |
| 2007        | последните три в общото класиране след сбор на точките от Апертура и Клаусура, без да се зачитат плейофните мачове, директно, отборът над тях играе бараж срещу третия и четвъртия в Примера Б |
| 2008        | последните два отбора в общото класиране след сбор на точките от Апертура и Клаусура, без да се зачитат плейофните мачове, директно; също директно и последните два в общото класиране от последните два сезона; отборите на 15-о и 16-о място в общото класиране за 2008 г. играят бараж срещу втория в общото класиране на Примера Б и загубилия в мача между шампионите на Апертура и Клаусура във втора дивизия |
| 2009        | последните два отбора в общото класиране след сбор на точките от Апертура и Клаусура, без да се зачитат плейофните мачове, директно; отборите на 15-о и 16-о място в общото класиране играят бараж срещу втория в общото класиране на Примера Б и загубилия в мача между шампионите на Апертура и Клаусура във втора дивизия                                                                                        |
| 2010        | последните два отбора в класирането директно; отборите на 15-о и 16-о място играят бараж срещу третия и четвъртия от финалната група за определяне на шампиона на Примера Б |
| 2011 – 2012 | последните два в общото класиране след сбор на точките от Апертура и Клаусура, без да се зачитат плейофните мачове, директно; отборите на 15-о и 16-о място в общото класиране играят бараж срещу втория в общото класиране на Примера Б и загубилия в мача между шампионите на Апертура и Клаусура във втора дивизия                                                                                               |
| 2013        | последният отбор в класирането директно, предпоследният играе бараж срещу вицешампиона на Примера Б |
| 2013/2014   | последните два отбора в общото класиране след сбор на точките от Апертура и Клаусура |
| 2014/2015   | последните три отбора в общото класиране след сбор на точките от Апертура и Клаусура |

Класиране за международни турнири
Класирането за международните турнири също търпи изменения през годините. За Копа Либертадорес 2015 директно се класират шампионите на Апертура 2013 и Клаусура 2014, а третият отбор се определя в плейофи между четирите отбора с най-предно класиране (без шампионите на Апертура и Клаусура) в Апертура 2013. За Копа Судамерикана 2015 се класират носителя на Купата на Чили от сезон 2014/2015, отборът с най-предно място в общото класиране от сезон 2014/2015 (без шампионите на Апертура и Клаусура), загубилият финалния плейоф за класиране за Копа Либертадорес и победителят в плейоф между четирите отбора с най-предно класиране в Клаусура 2014 (без вече класиралите споменати по-горе отбори).

## Отбори
| Отбор                     | Град                            | Стадион                         | Първи сезон | Последна титла | Титли |
| ------------------------- | ------------------------------- | ------------------------------- | ----------- | -------------- | ----- |
| Аудакс Италяно            | Сантяго де Чиле (Ла Флорида)    | Естадио Мунисипал де Ла Флорида | 1933        | 1957           | 4     |
| Депортес Антофагаста      | Антофагаста                     | Калво и Бусканян                | 1969        | —              | 0     |
| Депортес Икике            | Икике                           | Тиера де Кампеонес              | 1980        | —              | 0     |
| Кобресал                  | Ел Салвадор                     | Ел Кобре                        | 1984        | —              | 0     |
| Коло Коло                 | Сантяго де Чиле (Макул)         | Давид Ареяно                    | 1933        | 2014 К         | 30    |
| О′Хигинс                  | Ранкагуа                        | Ел Тениенте                     | 1955        | 2013 А         | 1     |
| Палестино                 | Сантяго де Чиле (Ла Систерна)   | Мунисипал де Ла Систерна        | 1953        | 1978           | 2     |
| Сан Луис де Кийота        | Кийота                          | Лусио Фариня Фернандес          | 1956        | —              | 0     |
| Сан Маркос де Арика       | Арика                           | Карлос Дитборн                  | 1982        | —              | 0     |
| Сантяго Уондърърс         | Валпараисо                      | Метрополитано де Течо           | 1937        | 2001           | 3     |
| Уачипато                  | Талкауано                       | КАП                             | 1967        | 2012 К         | 2     |
| Универсидад де Консепсион | Консепсион                      | Мунисипал де Консепсион         | 2003        | —              | 0     |
| Универсидад де Чиле       | Сантяго де Чиле (Нюньоа)        | Хулио Мартинес Праданос         | 1938        | 2014 А         | 17    |
| Универсидад Католика      | Сантяго де Чиле (Лас Кондес)    | Сан Карлос де Апокиндо          | 1939        | 2010           | 10    |
| Унион Еспаньола           | Сантяго де Чиле (Индепенденсия) | Санта Лаура-Универсидад СЕК     | 1933        | 2013 Т         | 7     |
| Унион Ла Калера           | Ла Калера                       | Николас Чауан                   | 1962        | —              | 0     |

## Рекорди
Отбори
- Най-много шампионски титли: Коло Коло – 30
- Най-много поредни шампионски титли: Коло Коло – 4 (2006 А, 2006 К, 2007 А, 2007 К)
- Отбор от провинцията с най-много шампионски титли: Корбелоа – 8
- Най-много участия в първенството: Коло Коло – 95 (от 95 възможни)

Резултати/мачове
- Най-резултатен мач и най-голяма победа: Унион Еспаньола – Морнинг Стар 14:1, 1934 г.; Магаянес – Сантяго Насионал 14:1, 1934 г.; Лота Швагер – Рейнджърс де Талка 14:1, 1978 г.
- Най-резултатно равенство: Бадминтон – Магаянес 6:6, 1937 г.
- Най-много поредни победи: Универсидад де Чиле – 16, между 1963 и 1964 г.
- Най-много поредни мачове без загуба: Палестино – 44 (34 победи и 10 равенства), между 1977 и 1978 г. (Палестино е на трето място в света по този показател)
- Най-много поредни мачове без загуба като домакин: Корбелоа – 91, между 1980 и 1985 г.

Футболисти
- Най-много мачове: Адолфо Неф – 625[3]
- Най-много голове: Франсиско Валдес – 215[4]
- Най-много голове в един сезон преди въвеждането на Апертура и Клаусура: Луис Ернан Алварес – 37 (средно по 1,22 на мач), 1963 г.
- Най-много голове в един сезон след въвеждането на Апертура и Клаусура: Патрисио Галас – 23 (средно по 0,92 на мач), 2004 А
- Най-много голове в рамките на една календарна година след въвеждането на Апертура и Клаусура: Патрисио Галас – 42 (средно по 0,875 на мач), 2004 г.
- Най-много голове в един мач: Лука Тудор – 7, Универсидад Католика – Депортес Антофагаста 8:3, 1993 г.
- Най-много минути без допуснат гол: Хосе Мария Булюбашич – 1352, 2005 г.[5]
- Най-много титли: Луис Мена – 11 (всичките с Коло Коло, между 1996 и 2014 г.
- Най-млад футболист: Николас Миян – 14 години и 9 месеца и три дни[6]

Топ 10
```

```

| Място | Играч           | Мачове |
| ----- | --------------- | ------ |
| 1     | Адолфо Неф      | 625    |
| 2     | Луис Фуентес    | 576    |
| 3     | Владимир Бигора | 575    |
| 4     | Виктор Мерейо   | 571    |
| 5     | Рафаел Гонсалес | 555    |
| 6     | Педро Гонсалес  | 539    |
| 7     | Леонардо Велис  | 529    |
| 8     | Хосе Луис Сиера | 524    |
| 9     | Ектор Пуебла    | 521    |
| 10    | Хуан Гонсалес   | 517    |

| Място | Играч            | Мачове |
| ----- | ---------------- | ------ |
| 1     | Франсиско Валдес | 215    |
| 2     | Педро Гонсалес   | 213    |
| 3     | Онорино Ланда    | 193    |
| 4     | Оскар Фабиани    | 188    |
| "     | Марсело Коралес  | 188    |
| 6     | Карлос Кампос    | 183    |
| 7     | Хайме Риверос    | 175    |
| 8     | Атилио Кремасчи  | 174    |
| 9     | Хосе Фернандес   | 171    |
| 10    | Хуан Сото        | 166    |

## Шампиони[7]

### По години
| Година | Шампион              |
| ------ | -------------------- |
| 1933   | Магаянес             |
| 1934   | Магаянес             |
| 1935   | Магаянес             |
| 1936   | Аудакс Италяно       |
| 1937   | Коло Коло            |
| 1938   | Магаянес             |
| 1939   | Коло Коло            |
| 1940   | Универсидад де Чиле  |
| 1941   | Коло Коло            |
| 1942   | Сантяго Морнинг      |
| 1943   | Унион Еспаньола      |
| 1944   | Коло Коло            |
| 1945   | Грийн Крос           |
| 1946   | Аудакс Италяно       |
| 1947   | Коло Коло            |
| 1948   | Аудакс Италяно       |
| 1949   | Универсидад Католика |
| 1950   | Евъртън              |
| 1951   | Унион Еспаньола      |
| 1952   | Евъртън              |
| 1953   | Коло Коло            |
| 1954   | Универсидад Католика |
| 1955   | Палестино            |
| 1956   | Коло Коло            |
| 1957   | Аудакс Италяно       |

| Година | Шампион              |
| ------ | -------------------- |
| 1958   | Сантяго Уондърърс    |
| 1959   | Универсидад де Чиле  |
| 1960   | Коло Коло            |
| 1961   | Универсидад Католика |
| 1962   | Универсидад де Чиле  |
| 1963   | Коло Коло            |
| 1964   | Универсидад де Чиле  |
| 1965   | Универсидад де Чиле  |
| 1966   | Универсидад Католика |
| 1967   | Универсидад де Чиле  |
| 1968   | Сантяго Уондърърс    |
| 1969   | Универсидад де Чиле  |
| 1970   | Коло Коло            |
| 1971   | Унион Сан Фелипе     |
| 1972   | Коло Коло            |
| 1973   | Унион Еспаньола      |
| 1974   | Уачипато             |
| 1975   | Унион Еспаньола      |
| 1976   | Евъртън              |
| 1977   | Унион Еспаньола      |
| 1978   | Палестино            |
| 1979   | Коло Коло            |
| 1980   | Кобрелоа             |
| 1981   | Коло Коло            |
| 1982   | Кобрелоа             |

| Година | Шампион              |
| ------ | -------------------- |
| 1983   | Коло Коло            |
| 1984   | Универсидад Католика |
| 1985   | Кобрелоа             |
| 1986   | Коло Коло            |
| 1987   | Универсидад Католика |
| 1988   | Кобрелоа             |
| 1989   | Коло Коло            |
| 1990   | Коло Коло            |
| 1991   | Коло Коло            |
| 1992   | Кобрелоа             |
| 1993   | Коло Коло            |
| 1994   | Универсидад де Чиле  |
| 1995   | Универсидад де Чиле  |
| 1996   | Коло Коло            |
| 1997 А | Универсидад Католика |
| 1997 К | Коло Коло            |
| 1998   | Коло Коло            |
| 1999   | Универсидад де Чиле  |
| 2000   | Универсидад де Чиле  |
| 2001   | Сантяго Уондърърс    |
| 2002 А | Универсидад Католика |
| 2002 К | Коло Коло            |
| 2003 А | Кобрелоа             |
| 2003 К | Кобрелоа             |
| 2004 А | Универсидад де Чиле  |

| Година      | Шампион              |
| ----------- | -------------------- |
| 2004 К      | Кобрелоа             |
| 2005 А      | Унион Еспаньола      |
| 2005 К      | Универсидад Католика |
| 2006 А      | Коло Коло            |
| 2006 К      | Коло Коло            |
| 2007 А      | Коло Коло            |
| 2007 К      | Коло Коло            |
| 2008 А      | Евъртън              |
| 2008 К      | Коло Коло            |
| 2009 А      | Универсидад де Чиле  |
| 2009 К      | Коло Коло            |
| 2010        | Универсидад Католика |
| 2011 А      | Универсидад де Чиле  |
| 2011 К      | Универсидад де Чиле  |
| 2012 А      | Универсидад де Чиле  |
| 2012 К      | Уачипато             |
| 2013 Т      | Унион Еспаньола      |
| 2013/2014 А | О′Хигинс             |
| 2013/2014 К | Коло Коло            |
| 2014/2015 А | Универсидад де Чиле  |
| 2014/2015 К | Кобресал             |
| 2015/2016 А |                      |
| 2015/2016 К |                      |
| 2016/2017 А |                      |
| 2016/2017 К |                      |

### По брой титли
| Титли | Отбор                                                             |
| ----- | ----------------------------------------------------------------- |
| 30    | Коло Коло                                                         |
| 17    | Универсидад де Чиле                                               |
| 10    | Универсидад Католика                                              |
| 8     | Кобрелоа                                                          |
| 7     | Унион Еспаньола                                                   |
| 4     | Магаянес, Аудакс Италяно, Евъртън                                 |
| 3     | Сантяго Уондърърс                                                 |
| 2     | Палестино, Уачипато                                               |
| 1     | Сантяго Морнинг, Грийн Крос, Унион Сан Фелипе, О′Хигинс, Кобресал |

## Голмайстори[8]
| Година | Голмайстор         | Отбор                | Голове |
| ------ | ------------------ | -------------------- | ------ |
| 1933   | Луис Карвайо       | Коло Коло            | 9      |
| 1934   | Карлос Хидусе      | Аудакс Италяно       | 19     |
| 1935   | Аурелио Домингес   | Коло Коло            | 12     |
| 1935   | Милтон Родригес    | Магаянес             | 12     |
| 1936   | Ернан Боланьос     | Аудакс Италяно       | 14     |
| 1937   | Ернан Боланьос     | Аудакс Италяно       | 16     |
| 1938   | Густаво Писаро     | Бадминтон            | 17     |
| 1939   | Алфонсо Домингес   | Коло Коло            | 32     |
| 1940   | Виктор Алонсо      | Универсидад де Чиле  | 20     |
| 1940   | Педро Валенсуела   | Магаянес             | 20     |
| 1941   | Хосе Профета       | Сантяго Насионал     | 19     |
| 1942   | Доминго Ромо       | Сантяго Морнинг      | 16     |
| 1943   | Луис Мачука        | Унион Еспаньола      | 17     |
| 1943   | Виктор Мансила     | Универсидад Католика | 17     |
| 1944   | Хуан Алкантара     | Аудакс Италяно       | 19     |
| 1944   | Алфонсо Домингес   | Коло Коло            | 19     |
| 1945   | Убалдо Круче       | Универсидад де Чиле  | 17     |
| 1945   | Уго Хиорхи         | Аудакс Италяно       | 17     |
| 1945   | Хуан Сарате        | Грийн Крос           | 17     |
| 1946   | Убалдо Круче       | Универсидад де Чиле  | 25     |
| 1947   | Аполонидес Вера    | Сантяго Насионал     | 17     |
| 1948   | Хуан Сарате        | Аудакс Италяно       | 22     |
| 1949   | Марио Лорка        | Унион Еспаньола      | 20     |
| 1950   | Феликс Диас        | Грийн Крос           | 21     |
| 1951   | Рубен Агилера      | Сантяго Морнинг      | 21     |
| 1951   | Карлос Тейо        | Аудакс Италяно       | 21     |
| 1952   | Рене Мелендес      | Евъртън              | 30     |
| 1953   | Хорхе Робледо      | Коло Коло            | 26     |
| 1954   | Хорхе Робледо      | Коло Коло            | 25     |
| 1955   | Николас Морено     | Грийн Крос           | 27     |
| 1956   | Гийорме Вияморел   | О′Хигинс             | 19     |
| 1957   | Густаво Албея      | Грийн Крос           | 27     |
| 1958   | Густаво Албея      | Грийн Крос           | 23     |
| 1958   | Карлос Вердехо     | Депортес Ла Серена   | 23     |
| 1959   | Хосе Бенито Риос   | О′Хигинс             | 22     |
| 1960   | Хуан Фалкон        | Палестино            | 21     |
| 1961   | Карлос Кампос      | Универсидад де Чиле  | 24     |
| 1961   | Онорино Ланда      | Унион Еспаньола      | 24     |
| 1962   | Карлос Кампос      | Универсидад де Чиле  | 34     |
| 1963   | Луис Ернан Алварес | Коло Коло            | 37     |
| 1964   | Даниел Ескудеро    | Евъртън              | 25     |
| 1965   | Ектор Скандоли     | Рейнджърс де Талка   | 25     |
| 1966   | Карлос Кампос      | Универсидад де Чиле  | 21     |
| 1966   | Фелипе Бракамонте  | Унион Сан Фелипе     | 21     |
| 1967   | Еладио Сарате      | Унион Еспаньола      | 28     |
| 1968   | Карлос Реиносо     | Аудакс Италяно       | 21     |
| 1969   | Еладио Сарате      | Унион Еспаньола      | 22     |
| 1970   | Освалдо Кастро     | Депортес Консепсион  | 36     |
| 1971   | Еладио Сарате      | Универсидад де Чиле  | 25     |
| 1972   | Фернандо Еспиноса  | Магаянес             | 25     |
| 1973   | Гилермо Явар       | Унион Еспаньола      | 21     |
| 1974   | Хулио Крисосто     | Коло Коло            | 28     |
| 1975   | Виктор Писаро      | Сантяго Морнинг      | 27     |
| 1976   | Оскар Фабиани      | Палестино            | 23     |
| 1977   | Оскар Фабиани      | Палестино            | 34     |
| 1978   | Оскар Фабиани      | Палестино            | 35     |
| 1979   | Карлос Касели      | Коло Коло            | 20     |
| 1980   | Карлос Касели      | Коло Коло            | 26     |
| 1981   | Виктор Кабрера     | Сан Луис де Кийота   | 20     |
| 1981   | Карлос Касели      | Коло Коло            | 20     |
| 1981   | Луис Марколета     | Магаянес             | 20     |

| Година      | Шампион               | Отбор                     | Голове |
| ----------- | --------------------- | ------------------------- | ------ |
| 1982        | Хорхе Луис Сивиеро    | Кобрелоа                  | 18     |
| 1983        | Вашингтон Оливера     | Кобрелоа                  | 29     |
| 1984        | Виктор Кабрера        | Рехионал Атакама          | 18     |
| 1985        | Иво Басай             | Магаянес                  | 19     |
| 1986        | Серхио Салгадо        | Кобресал                  | 18     |
| 1987        | Освалдо Уртадо        | Универсидад Католика      | 21     |
| 1988        | Густаво Де Лука       | Депортес Ла Серена        | 18     |
| 1988        | Хуан Хосе Оре         | Унион Сан Фелипе          | 18     |
| 1989        | Рубен Мартинес        | Кобресал                  | 25     |
| 1990        | Рубен Мартинес        | Коло Коло                 | 22     |
| 1991        | Рубен Мартинес        | Коло Коло                 | 23     |
| 1992        | Анибал Гонсалес       | Коло Коло                 | 24     |
| 1993        | Марко Антонио Фигероа | Кобрелоа                  | 18     |
| 1994        | Алберто Акоста        | Универсидад Католика      | 33     |
| 1995        | Габриел Кабайеро      | Депортес Антофагаста      | 18     |
| 1995        | Анибал Гонсалес       | Палестино                 | 18     |
| 1996        | Марио Венер           | Сантяго Уондърърс         | 30     |
| 1997 А      | Давид Бисконти        | Универсидад Католика      | 15     |
| 1997 К      | Ричард Баес           | Универсидад де Чиле       | 10     |
| 1997 К      | Рубен Вайехос         | Депортес Пуерто Монт      | 10     |
| 1998        | Педро Гонсалес        | Универсидад де Чиле       | 23     |
| 1999        | Марио Нуниес          | О′Хигинс                  | 34     |
| 2000        | Пудро Гонсалес        | Универсидад де Чиле       | 26     |
| 2001        | Ектор Тапия           | Коло Коло                 | 24     |
| 2002 А      | Себастиан Гонсалес    | Коло Коло                 | 18     |
| 2002 К      | Мануел Нейра          | Коло Коло                 | 14     |
| 2003 А      | Салвадор Кабаняс      | Аудакс Италяно            | 18     |
| 2003 К      | Густаво Бискайсаку    | Унион Еспаньола           | 21     |
| 2004 А      | Патрисио Галас        | Кобрелоа                  | 23     |
| 2004 К      | Патрисио Галас        | Кобрелоа                  | 19     |
| 2005 А      | Хоел Естай            | Евъртън                   | 13     |
| 2005 А      | Алваро Сарабия        | Депортес Пуерто Монт      | 13     |
| 2005 А      | Ектор Мансия          | Уачипато                  | 13     |
| 2005 К      | Кристиан Монтесинос   | Депортес Консепсион       | 13     |
| 2005 К      | Гонсало Фиеро         | Коло Коло                 | 13     |
| 2005 К      | Сесар Диас            | Кобресал                  | 13     |
| 2006 А      | Умберто Суасо         | Коло Коло                 | 19     |
| 2006 К      | Леонардо Монхе        | Универсидад де Консепсион | 17     |
| 2007 А      | Умберто Суасо         | Коло Коло                 | 18     |
| 2007 К      | Карлос Виянуева       | Аудакс Италяно            | 20     |
| 2008 А      | Лукас Бариос          | Коло Коло                 | 19     |
| 2008 К      | Лукас Бариос          | Коло Коло                 | 18     |
| 2009 А      | Естебан Паредес       | Сантяго Морнинг           | 17     |
| 2009 К      | Диего Риварола        | Сантяго Морнинг           | 13     |
| 2010        | Милован Мирошевич     | Универсидад Католика      | 19     |
| 2011 А      | Матиас Урбано         | Унион Сан Фелипе          | 12     |
| 2011 К      | Естебан Паредес       | Коло Коло                 | 14     |
| 2012 А      | Енцо Гутиерес         | О′Хигинс                  | 11     |
| 2012 К      | Себастиан Саес        | Аудакс Италяно            | 13     |
| 2013 Т      | Хавиер Елисондо       | Депортес Антофагаста      | 14     |
| 2013 Т      | Себастиан Саес        | Аудакс Италяно            | 14     |
| 2013/2014 А | Лусиано Васкес        | Нюбленсе                  | 11     |
| 2013/2014 К | Естебан Паредес       | Коло Коло                 | 16     |
| 2014/2015 А | Естебан Паредес       | Коло Коло                 | 12     |
| 2014/2015 К | Хеан Паул Пинеда      | Унион Ла Калера           | 11     |
| 2015/2016 А |                       |                           |        |
| 2015/2016 К |                       |                           |        |
| 2016/2017 А |                       |                           |        |
| 2016/2017 К |                       |                           |        |
| 2017/2018 А |                       |                           |        |
| 2017/2018 А |                       |                           |        |